# Rotterdam Ska-Jazz Foundation
Rotterdam Ska-Jazz Foundation (RSJF) – holenderski zespół muzyczny łączący w sobie elementy ska i jazzu. Zespół sięga do korzeni 
muzyki jamajskiej (reggae) z początku lat 60. XX wieku.

## Dyskografia
- Sierpień 2005: Sunwalk U.S. (Megalith Records)
- Marzec 2005: Sunwalk (Grover Records)
- Listopad 2004: Black Night - Bright Morning (Grover Records)
- Listopad 2003: Shake Your Foundation! (Grover Records)